# Elastinen
Киммо Илпо Юхани Лайхо (фин. Kimmo Ilpo Juhani Laiho, более известен как Elastinen; род. 18 апреля 1981, Хельсинки, Финляндия) — финский рэпер и автор-исполнитель.

## Биография
Elastinen родился 18 апреля 1981 года в столице Хельсинки. Когда ему было семь лет, он начал учиться играть на гитаре. В 11 лет он начал танцевать и стал участником брейк-данс групп IMC и Savage Feet, где он взял свой псевдоним. Elastinen написал свои первые песни в жанре рэп, когда ему было 15 лет. Он учился в Академии имени Сибелиуса.
Летом 1997 года Elastinen и его друг Iso H основали группу Fintelligens. Elastinen получил свой первый гонорар в возрасте 18-ти лет. В 2000 году группа выпустил дебютный альбом Renesanssi. Весной 2002 года Elastinen ушёл в армию на остров Сантахамина, но все выходные пел и часто гастролировал с группой Fintelligens. Весной 2004 года Elastinen выпустил дебютный альбом Elaksis Kivi. В 2006 году вышел второй альбом Anna soida (рус. Войди в кольцо), а одноимённая песня стала визитной карточкой рэпера.
Elastinen был наставником телепроекта The Voice of Finland, финского аналога телешоу «Голос» , в первом сезоне проекта его подопечный Микко Сипола выиграл этот проект, после третьего сезона он отказался участвовать в четвёртом сезоне. Помимо основного шоу, он был ещё в The Voice Kids, также финского аналога телешоу «Голос. Дети».

## Личная жизнь
Elastinen занимается в тренажёрном зале и акробатикой. В феврале 2017 года родился сын

## Дискография
1. 2004 — Elaksis Kivi
2. 2006 — Anna soida
3. 2007 — E.L.A.
4. 2013 — Joka päivä koko päivä
5. 2015 — Iso kuva
6. 2016 — Elastinen feat.

## Фильмография
- 2004 — Подводная братва — Эрни (финская версия)
- 2006 — Артур и минипуты — Макс (финская версия)
- 2009 — Артур и месть Урдалака — Макс (финская версия)
- 2011 — Рио — Нико (финская версия)
- 2013 — Смурфики 2 — Понтус (финская версия)
- 2014 — Рио 2 — Нико (финская версия)